# Rodgers Kola
Rodgers Kola, né le 4 juillet 1989 à Lusaka (Zambie), est un footballeur international zambien évoluant au poste d'attaquant.